# Тотлебен (Тюрингия)
То́тлебен (нем. Tottleben) — община в Германии, в земле Тюрингия. 
Входит в состав района Унструт-Хайних.  Население составляет 151 человек (на 31 декабря 2010 года). Занимает площадь 5,04 км².